# Bất an
Bất an là trong lòng cảm thấy lo lắng, lo sợ về một điều gì đó sắp xảy ra với chúng ta.